# The X Factor (nyolcadik évad)
A The X Factor brit tehetségkutató nyolcadik évada 2011. augusztus 20-án indult az ITV műsorán, melynek célja új tehetség felfedezése. Louis Walsh az egyetlen mentor, aki a 7. évad után ismét maradt a versenyben, a másik három, Simon Cowell, Dannii Minogue és Cheryl Cole otthagyta a műsort, így Walsh mellé Gary Barlow, Kelly Rowland és Tulisa Contostavlos csatlakozott. Dermot O'Leary a műsorvezető, illetve Olly Murs és Caroline Flack a The Xtra Factor vezetői.
2011. augusztus 4-én promóciós képek jelentek meg a mentorokról a világhálón. Az ezt követő napon kezdte el promotálni az ITV a műsort. A műsor új logót kapott. 2007 után – néhány év kihagyással – ismét lehetőség nyílt a szöveges üzenetekkel való szavazásra.

## Mentorok, műsorvezetők
2011. május 5-én bejelentették, hogy Simon Cowell és Cheryl Cole elhagyják mentori pozíciójukat, hogy az amerikai X factorban próbáljanak szerencsét. 2011. május 14-én Dannii Minogue bejelentette, ő sem jelenik meg a nyolcadik évadban, az Australia's Got Talent című tehetségkutató miatt Minogue így magyarázta döntését: „A viták során világossá vált számomra, hogy nem tudok megjelenni a nyolcadik szériában, mivel a brit meghallgatások ütköznek az Australia's Got Talenttel júniusban és júliusban. Emiatt nem jelenhetek meg.”
Ezek után különböző hírességekre utaltak, miszerint ők foglalják el a mentori pozíciót, így például Frankie Sandford (The Saturdays) és Alesha Dixon. Cowell 2011. május 9-én jelentette be, miszerint helyét a Take That egyik tagja, Gary Barlow váltja fel. Minogue bejelentését követően kiderült, helyére Tulisa Contostavlos (N-Dubz) kerül. Később az is kiderült, a negyedik mentor Kelly Rowland. A végleges rend 2011. május 30-ra derült ki. Barlow rendkívül izgatott volt a műsor miatt, és remélte, egy globális szupersztárt talál majd. Contostavlos célja „újat és frisset hozni a kínálatba”. Rowland csiszolatlan gyémántokat akart hallani. 2011. október 29-én és 30-án Rowland nem tudott megjelenni a műsorban, helyét Alexandra Burke, az ötödik évad nyertese váltotta fel.
2011 márciusában Konnie Huq úgy döntött, otthagyja a műsort.

## A kiválasztás menete

### A meghallgatások
Első alkalommal, a jelentkezőknek lehetőségük nyílt arra, hogy videót tölthessenek fel magukról YouTubera. A meghallgatásokra a következő városokban került sor: Cardiff, London, Glasgow, Liverpool, Birmingham és Manchester. Liverpoolban először tartottak meghallgatásokat, a 2010-es dublini helyszínt váltotta fel. Erről így nyilatkoztak: „Sok hely van, ahol meghallgatásokat tarthatunk. Tavaly Dublinba mentünk, viszont nem voltunk még Liverpoolban…”
A meghallgatások Birminghamban kezdődtek, június 1-jén és 2-án. Ezt Glasgow követte 6-án, ezután Manchester városa következett, 12-én, 13-án és 14-én. Ezek után sorra került Cardiff (június 29.), London (július 6-8.), az utolsó város Liverpool volt július 13-án és 14-én. The Manchester auditions were postponed from 18–20 May.
A londoni és birminghami meghallgatásokat 2011. augusztus 20-án sugározták. Az 1 héttel későbbi, második epizódban a londoni és liverpooli jelentkezők szerepeltek. Szeptember 10-én a glasgowi, és ismét a fővárosi meghallgatásokat játszották. 1 nappal később ismét a londoni, és manchesteri jelentkezőket láthatták a nézők.

### A tábor
A tábor 2011. augusztus 18-án kezdődött. Az első epizódot 2011. szeptember 24-én sugározták. egy croydoni hotelben, 30 csoportba osztották a jelentkezőket, és mindegyik egy dalt kapott a zsűritől: You've Got the Love, Breakeven, Price Tag, Born This Way, Forget You, vagy Firework. Közel 80 jelentkezőt küldtek haza, néhány szólóénekest viszont visszahívtak, hogy együtteseket alakítsanak velük. Hat együttest hoztak így létre. A 61 megmaradó tehetség feladata egy dal megtanulása volt, melyet közönség előtt kellett előadniuk. Így választotta ki a zsűri a 32 énekest és együttest, akiket tovább akartak vinni. Végül csak 31 került tovább, hiszen két együttest itt is egyesítettek.

### Mentorok háza
A kiválasztási folyamat utolsó részét szeptemberben vették fel. A mentorok augusztusban tudták meg, ki melyik kategóriát képviseli majd. Barlow képviselte a fiúkat, Rowland a lányokat, Walsh a 25 felettieket, Contostavlos a csapatokat. Barlowot Robbie Williams segítette Los Angeles-ben, Rowland mellé Jennifer Hudson társult Miamiban, Walsh Barcelonában válogatott Sinitta mellett, Contostavlosot Jessie J segítette Mykonosban. A mentorok házában minden jelölt két dalt énekelt el mentorának, és segítőjének, viszont a műsorban az egyik dalt játszották le, a másikat a The Xtra Factorban.
A 16 hazaküldött énekes és együttes:
- Fiúk – Joe Cox, Luke Lucas, Max Vickers, John Wilding
- Lányok – Melanie McCabe, Holly Repton, Jade Richards, Sarah Watson
- 25 felett – Sami Brookes, Joseph Gilligan, Carolynne Poole, Terry Winstanley
- Csapatok – Girl v Boy, The Estrelles, The Keys, The Lovettes

Goldie Cheung nem jutott tovább, mivel nem szándékozott távol tartózkodni családjától. Helyét Sami Brookes vette át.

## Döntősök
A döntőbe került 16 versenyző:
Jelzések:
     győztes
     második
     kiesett
     – kizárták
| Kategória (Mentor)   | Versenyzők      | Versenyzők      | Versenyzők     | Versenyzők      |
| -------------------- | --------------- | --------------- | -------------- | --------------- |
| Fiúk (Barlow)        | Frankie Cocozza | Marcus Collins  | Craig Colton   | James Michael\| |
| Lányok (Rowland)     | Misha B         | Janet Devlin    | Sophie Habibis | Amelia Lily     |
| Csapatok (Tulisa)    | 2 Shoes         | Little Mix      | Nu Vibe        | The Risk        |
| 25 felettiek (Walsh) | Sami Brookes    | Kitty Brucknell | Jonjo Kerr     | Johnny Robinson |

## Összesített eredmények
Színkódok:
| – mentora Walsh (25 felettiek)            | – Győztes                                                                         |
| – mentora Rowland (Lányok – 16-24 között) | – II. helyezett                                                                   |
| – mentora Contostavlos (Csapatok)         | – A két legkevesebb szavazatot begyűjtő versenyző, akiknek később énekelniük kell |
| – mentora Barlow (Fiúk – 16-24 között)    | – A versenyző egyenes ágon továbbjutott                                           |
|                                           | – A legkevesebb szavazatot begyűjtő versenyző (a 9. héttől)                       |
|                                           | – A verseny győztese                                                              |
|                                           | – A heti első helyezett                                                           |
|                                           | – A versenyző a mentor döntése alapján továbbjutott (1. hét)                      |
|                                           | – A versenyző a mentor döntése alapján távozott (1. hét)                          |
|                                      | Little Mix                           | Megmentve        | 4. hely 8,7%                      | 6. hely 6,0%                           | 2. hely 13,7%                            | 4. hely 11,9%                             | -                              | 3. hely 15,3%                             | 1. hely 26,1%                                                     | 2. hely 22,4%                          | 1. hely 34,4% | 1. hely 39,0% | Győztes 48,3% | | |                  |                  |
|                                      | Marcus Collins                       | Megmentve        | 7. hely 6,8%                      | 4. hely 11,2%                          | 6. hely 10,1%                            | 2. hely 16,0%                             | -                              | 4. hely 12,9%                             | 4. hely 14,4%                                                     | 3. hely 21,0%                          | 2. hely 24,0% | 2. hely 34,5% | II. helyezett 42,8% | | |                  |                  |
|                                      | Amelia Lily                          | Kiesett          | Kiesett (1.hét)                   | Kiesett (1.hét)                        | Kiesett (1.hét)                          | Kiesett (1.hét)                           | 1. hely 48,8%                  | 1. hely 27,4%                             | 5. hely 11,3%                                                     | 1. hely 23,8%                          | 3. hely 21,4% | 3. hely 26,5% | Kiesett (10. hét) | | |                  |                  |
|                                      | Misha B                              | Megmentve        | 5. hely 7,8%                      | 3. hely 11,8%                          | 10. hely 5,1%                            | 3. hely 15,1%                             | -                              | 7. hely 8,0%                              | 2. hely 22,5%                                                     | 5. hely 14,5%                          | 4. hely 20,2% | Kiesett (9. hét) | Kiesett (9. hét) | | |                  |                  |
|                                      | Janet Devlin                         | Megmentve        | 1. hely 23,6%                     | 1. hely 17,2%                          | 1. hely 14,7%                            | 1. hely 18,0%                             | -                              | 2. hely 17,4%                             | 3. hely 14,8%                                                     | 4. hely 18,3%                          | Kiesett (8. hét) | Kiesett (8. hét) | Kiesett (8. hét) | Kiesett (8. hét) | Kiesett (8. hét) | Kiesett (8. hét) | Kiesett (8. hét) |
|                                      | Craig Colton                         | Megmentve        | 6. hely 6,9%                      | 8. hely 6,0%                           | 3. hely 13,0%                            | 5. hely 10,1%                             | -                              | 5. hely 10,6%                             | 6. hely 10,9%                                                     | Kiesett (7. hét)                       | Kiesett (7. hét) | Kiesett (7. hét) | Kiesett (7. hét) | Kiesett (7. hét) | Kiesett (7. hét) | Kiesett (7. hét) |                  |
|                                      | Kitty Brucknell                      | Megmentve        | 10. hely 5,9%                     | 11. hely 5,0%                          | 4. hely 12,9%                            | 8. hely 7,6%                              | -                              | 6. hely 8,4%                              | Kiesett (6. hét)                                                  | Kiesett (6. hét)                       | Kiesett (6. hét) | Kiesett (6. hét) | Kiesett (6. hét) | Kiesett (6. hét) | Kiesett (6. hét) |                  |                  |
|                                      | Frankie Cocozza                      | Megmentve        | 11. hely 5,2%                     | 7. hely 6,0%                           | 8. hely 5,7%                             | 6. hely 8,7%                              | Kiejtve (6. hét)               | Kiejtve (6. hét)                          | Kiejtve (6. hét)                                                  | Kiejtve (6. hét)                       | Kiejtve (6. hét) | Kiejtve (6. hét) | Kiejtve (6. hét) | Kiejtve (6. hét) | |                  |                  |
|                                      | Johnny Robinson                      | Megmentve        | 8. hely 6,5%                      | 2. hely 17,1%                          | 5. hely 12,2%                            | 7. hely 8,3%                              | Kiesett (5. hét)               | Kiesett (5. hét)                          | Kiesett (5. hét)                                                  | Kiesett (5. hét)                       | Kiesett (5. hét) | Kiesett (5. hét) | Kiesett (5. hét) | Kiesett (5. hét) | |                  |                  |
|                                      | The Risk                             | Megmentve        | 2. hely 10,9%                     | 5. hely 8,3%                           | 7. hely 7,2%                             | 9. hely 7,2%                              | Kiesett (5. hét)               | Kiesett (5. hét)                          | Kiesett (5. hét)                                                  | Kiesett (5. hét)                       | Kiesett (5. hét) | Kiesett (5. hét) | Kiesett (5. hét) | Kiesett (5. hét) | |                  |                  |
|                                      | Sophie Habibis                       | Megmentve        | 3. hely 8,9%                      | 9. hely 5,8%                           | 9. hely 5,4%                             | Kiesett (4. hét)                          | Kiesett (4. hét)               | Kiesett (4. hét)                          | Kiesett (4. hét)                                                  | Kiesett (4. hét)                       | Kiesett (4. hét) | Kiesett (4. hét) | Kiesett (4. hét) | Kiesett (4. hét) | |                  |                  |
|                                      | Sami Brookes                         | Megmentve        | 9. hely 6,2%                      | 10. hely 5,6%                          | Kiesett (3. hét)                         | Kiesett (3. hét)                          | Kiesett (3. hét)               | Kiesett (3. hét)                          | Kiesett (3. hét)                                                  | Kiesett (3. hét)                       | Kiesett (3. hét) | Kiesett (3. hét) | Kiesett (3. hét) | Kiesett (3. hét) | |                  |                  |
|                                      | Nu Vibe                              | Megmentve        | 12. hely 2,6%                     | Kiesett (2. hét)                       | Kiesett (2. hét)                         | Kiesett (2. hét)                          | Kiesett (2. hét)               | Kiesett (2. hét)                          | Kiesett (2. hét)                                                  | Kiesett (2. hét)                       | Kiesett (2. hét) | Kiesett (2. hét) | Kiesett (2. hét) | Kiesett (2. hét) | |                  |                  |
|                                      | 2 Shoes                              | Kiesett          | Kiesett (1.hét)                   | Kiesett (1.hét)                        | Kiesett (1.hét)                          | Kiesett (1.hét)                           | 4. hely 11,3%                  | Kiesett (1. hét)                          | Kiesett (1. hét)                                                  | Kiesett (1. hét)                       | Kiesett (1. hét) | Kiesett (1. hét) | Kiesett (1. hét) | Kiesett (1. hét) | Kiesett (1. hét) | Kiesett (1. hét) | Kiesett (1. hét) |
|                                      | James Michael                        | Kiesett          | Kiesett (1.hét)                   | Kiesett (1.hét)                        | Kiesett (1.hét)                          | Kiesett (1.hét)                           | 2. hely 26,7%                  | Kiesett (1. hét)                          | Kiesett (1. hét)                                                  | Kiesett (1. hét)                       | Kiesett (1. hét) | Kiesett (1. hét) | Kiesett (1. hét) | Kiesett (1. hét) | Kiesett (1. hét) | Kiesett (1. hét) | Kiesett (1. hét) |
|                                      | Jonjo Kerr                           | Kiesett          | Kiesett (1.hét)                   | Kiesett (1.hét)                        | Kiesett (1.hét)                          | Kiesett (1.hét)                           | 3. hely 13,2%                  | Kiesett (1. hét)                          | Kiesett (1. hét)                                                  | Kiesett (1. hét)                       | Kiesett (1. hét) | Kiesett (1. hét) | Kiesett (1. hét) | Kiesett (1. hét) | Kiesett (1. hét) | Kiesett (1. hét) | Kiesett (1. hét) |
| Utolsó kettő                         | Utolsó kettő                         | -                | Frankie Cocozza, Nu Vibe          | Sami Brookes, Kitty Brucknell          | Misha B, Sophie Habibis                  | Kitty Brucknell, Johnny Robinson          | -                              | Misha B, Kitty Brucknell                  | Craig Colton, Amelia Lily                                         | Misha B, Janet Devlin                  | Nincs utolsó két helyezett, a zsűri sem dönt, a nézők szavazata alapján derül ki, hogy ki esik ki és ki nyeri meg a versenyt | Nincs utolsó két helyezett, a zsűri sem dönt, a nézők szavazata alapján derül ki, hogy ki esik ki és ki nyeri meg a versenyt | Nincs utolsó két helyezett, a zsűri sem dönt, a nézők szavazata alapján derül ki, hogy ki esik ki és ki nyeri meg a versenyt | Nincs utolsó két helyezett, a zsűri sem dönt, a nézők szavazata alapján derül ki, hogy ki esik ki és ki nyeri meg a versenyt | Nincs utolsó két helyezett, a zsűri sem dönt, a nézők szavazata alapján derül ki, hogy ki esik ki és ki nyeri meg a versenyt |                  |                  |
| Walsh szavazata (ki essen ki)        | Walsh szavazata (ki essen ki)        | Jonjo Kerr[A]    | Nu Vibe                           | Sami Brookes                           | Sophie Habibis                           | Johnny Robinson                           | -                              | Misha B                                   | Craig Colton                                                      | Janet Devlin                           | Nincs utolsó két helyezett, a zsűri sem dönt, a nézők szavazata alapján derül ki, hogy ki esik ki és ki nyeri meg a versenyt | Nincs utolsó két helyezett, a zsűri sem dönt, a nézők szavazata alapján derül ki, hogy ki esik ki és ki nyeri meg a versenyt | Nincs utolsó két helyezett, a zsűri sem dönt, a nézők szavazata alapján derül ki, hogy ki esik ki és ki nyeri meg a versenyt | Nincs utolsó két helyezett, a zsűri sem dönt, a nézők szavazata alapján derül ki, hogy ki esik ki és ki nyeri meg a versenyt | Nincs utolsó két helyezett, a zsűri sem dönt, a nézők szavazata alapján derül ki, hogy ki esik ki és ki nyeri meg a versenyt |                  |                  |
| Contostavlos szavazata (ki essen ki) | Contostavlos szavazata (ki essen ki) | 2 Shoes[A]       | Frankie Cocozza                   | Kitty Brucknell                        | Sophie Habibis                           | Johnny Robinson                           | -                              | Kitty Brucknell                           | Amelia Lily                                                       | Janet Devlin                           | Nincs utolsó két helyezett, a zsűri sem dönt, a nézők szavazata alapján derül ki, hogy ki esik ki és ki nyeri meg a versenyt | Nincs utolsó két helyezett, a zsűri sem dönt, a nézők szavazata alapján derül ki, hogy ki esik ki és ki nyeri meg a versenyt | Nincs utolsó két helyezett, a zsűri sem dönt, a nézők szavazata alapján derül ki, hogy ki esik ki és ki nyeri meg a versenyt | Nincs utolsó két helyezett, a zsűri sem dönt, a nézők szavazata alapján derül ki, hogy ki esik ki és ki nyeri meg a versenyt | Nincs utolsó két helyezett, a zsűri sem dönt, a nézők szavazata alapján derül ki, hogy ki esik ki és ki nyeri meg a versenyt |                  |                  |
| Rowland szavazata (ki essen ki)      | Rowland szavazata (ki essen ki)      | Amelia Lily[A]   | Nu Vibe                           | Sami Brookes                           | Sophie Habibis                           | Johnny Robinson                           | -                              | Kitty Brucknell                           | Craig Colton                                                      | -                                      | Nincs utolsó két helyezett, a zsűri sem dönt, a nézők szavazata alapján derül ki, hogy ki esik ki és ki nyeri meg a versenyt | Nincs utolsó két helyezett, a zsűri sem dönt, a nézők szavazata alapján derül ki, hogy ki esik ki és ki nyeri meg a versenyt | Nincs utolsó két helyezett, a zsűri sem dönt, a nézők szavazata alapján derül ki, hogy ki esik ki és ki nyeri meg a versenyt | Nincs utolsó két helyezett, a zsűri sem dönt, a nézők szavazata alapján derül ki, hogy ki esik ki és ki nyeri meg a versenyt | Nincs utolsó két helyezett, a zsűri sem dönt, a nézők szavazata alapján derül ki, hogy ki esik ki és ki nyeri meg a versenyt |                  |                  |
| Barlow szavazata (ki essen ki)       | Barlow szavazata (ki essen ki)       | James Michael[A] | Nu Vibe                           | Sami Brookes                           | N/A                                      | N/A                                       | -                              | Kitty Brucknell                           | Amelia Lily                                                       | -                                      | Nincs utolsó két helyezett, a zsűri sem dönt, a nézők szavazata alapján derül ki, hogy ki esik ki és ki nyeri meg a versenyt | Nincs utolsó két helyezett, a zsűri sem dönt, a nézők szavazata alapján derül ki, hogy ki esik ki és ki nyeri meg a versenyt | Nincs utolsó két helyezett, a zsűri sem dönt, a nézők szavazata alapján derül ki, hogy ki esik ki és ki nyeri meg a versenyt | Nincs utolsó két helyezett, a zsűri sem dönt, a nézők szavazata alapján derül ki, hogy ki esik ki és ki nyeri meg a versenyt | Nincs utolsó két helyezett, a zsűri sem dönt, a nézők szavazata alapján derül ki, hogy ki esik ki és ki nyeri meg a versenyt |                  |                  |
| Kieső                                | Kieső                                | Jonjo Kerr       | Nu Vibe 3 a 4 szavazatból többség | Sami Brookes 3 a 4 szavazatból többség | Sophie Habibis 3 a 4 szavazatból többség | The Risk Nézői szavazatok                 | Amelia Lily 48% visszatéréshez | Kitty Brucknell 3 a 4 szavazatból többség | Craig Colton 2 a 4 szavazatból döntetlen (nézői szavazat alapján) | Janet Devlin 2 a 4 szavazatból többség | Misha B | Amelia Lily | | | |                  |                  |
| Kieső                                | Kieső                                | James Michael    | Nu Vibe 3 a 4 szavazatból többség | Sami Brookes 3 a 4 szavazatból többség | Sophie Habibis 3 a 4 szavazatból többség | The Risk Nézői szavazatok                 | Amelia Lily 48% visszatéréshez | Kitty Brucknell 3 a 4 szavazatból többség | Craig Colton 2 a 4 szavazatból döntetlen (nézői szavazat alapján) | Janet Devlin 2 a 4 szavazatból többség | Misha B | Amelia Lily | | | |                  |                  |
| Kieső                                | Kieső                                | 2 Shoes          | Nu Vibe 3 a 4 szavazatból többség | Sami Brookes 3 a 4 szavazatból többség | Sophie Habibis 3 a 4 szavazatból többség | Johnny Robinson 3 a 4 szavazatból többség | Amelia Lily 48% visszatéréshez | Kitty Brucknell 3 a 4 szavazatból többség | Craig Colton 2 a 4 szavazatból döntetlen (nézői szavazat alapján) | Janet Devlin 2 a 4 szavazatból többség | Misha B | Amelia Lily | | | |                  |                  |
| Kieső                                | Kieső                                | Amelia Lily      | Nu Vibe 3 a 4 szavazatból többség | Sami Brookes 3 a 4 szavazatból többség | Sophie Habibis 3 a 4 szavazatból többség | Johnny Robinson 3 a 4 szavazatból többség | Amelia Lily 48% visszatéréshez | Kitty Brucknell 3 a 4 szavazatból többség | Craig Colton 2 a 4 szavazatból döntetlen (nézői szavazat alapján) | Janet Devlin 2 a 4 szavazatból többség | Misha B | Amelia Lily | | | |                  |                  |

- ↑ A:  Az első héten minden mentor hazaküldött saját énekesei közül egyet.